# 9-й цикл сонячної активності
9-й цикл сонячної активності — дев'ятий цикл сонячної активності від 1755 року, коли розпочався систематичний моніторинг кількості сонячних плям. Сонячний цикл тривав 12,4 року, від липня 1843 року до грудня 1855 року. Максимальне протягом цього сонячного циклу значення числа Вольфа для кількості сонячних плям спостерігалося в лютому 1848 року і становило 219,9, а початковий мінімум числа Вольфа становив 17,6. Протягом мінімального переходу сонячного циклу від 9-го до 10-го сонячного циклу було загалом 655 днів без сонячних плям.
9-й цикл сонячної активності розпочався 1843 року, — у рік, коли Генріх Швабе відкрив цикл сонячних плям. Протягом цього циклу Едвард Себін, Рудольф Вольф та інші вчені визнали, що сонячні збурення впливають на магнітне поле Землі, тому сонячні цикли збігаються із земними геомагнітними циклами. Також у цей час Вольф ввів число Вульфа.
Явище, відоме зараз як геомагнітно індукований струм, вперше помітили протягом цього циклу за його впливами на нову мережу електричного телеграфу. Френсіс Рональдс, почесний директор обсерваторії К'ю та колега Себіна, отримав дані від телеграфістів про рухи їхніх магнітних стрілок для порівняння з власними фотозаписами атмосферної електрики та змін варіацій магнітного поля Землі, але не мав достатньо ресурсів для детального вивчення причин цих неочікуваних струмів.
Геомагнітна активність протягом 9-го сонячного циклу мала розподіл з двома піками, з більшою кількістю магнітних бур під час висхідної (1847—1848) та спадної (1851—1854) частин циклу.